# Árni Böðvarsson
Árni Böðvarsson (15 maggio 1924 – Reykjavík, 1º settembre 1992) è stato un esperantista, filologo e lessicografo islandese.

## Biografia
Fu uno fra i più eminenti filologi della lingua islandese, e ne redasse un fondamentale vocabolario.
Böðvarsson fu particolarmente attivo nel movimento esperantista; fu iscritto all'Associazione universale esperanto per decenni, e svolse al suo interno il ruolo di delegato per la linguistica. Fu cofondatore di un gruppo esperantista a Reykjavík, la Esperanto-societo Aŭroro, e fu segretario dell'Associazione esperantista islandese.
Nel 1965 pubblicò un importante vocabolario islandese-esperanto a cura di B. B. Skatfell; fu inoltre autore di materiale informativo sulla lingua islandese scritto in esperanto. Collaborò all'organizzazione del Congresso universale di esperanto del 1977 a Reykjavík.